# Sosippus
Sosippus Simon, 1888 è un genere di ragni appartenente alla famiglia Lycosidae.

## Distribuzione
Le dieci specie sono state rinvenute in America settentrionale e centrale: la specie dall'areale maggiore è la S. agalenoides, diffusa dal Messico alla Costarica.

## Tassonomia
Ritenuto sinonimo anteriore di Sosippinus Roewer, 1960d, a seguito di analisi sugli esemplari di S. californicus Simon, 1898 eseguite dall'aracnologo Brady in un lavoro del 1962.
È anche sinonimo anteriore di Hippasella Mello-Leitão, 1944 a seguito di un lavoro di Capocasale del 1990.
Non sono stati esaminati esemplari di questo genere dal 2007.
Attualmente, a novembre 2021, si compone di 10 specie:
- Sosippus agalenoides Banks,  1909 — dal Messico alla Costarica
- Sosippus californicus Simon,  1898 — USA, Messico
- Sosippus floridanus Simon,  1898 — USA
- Sosippus janus Brady, 1972 — USA
- Sosippus mexicanus Simon, 1888[2] — Messico, Guatemala
- Sosippus michoacanus Brady, 1962 — Messico
- Sosippus mimus Chamberlin, 1924 — USA
- Sosippus placidus Brady, 1972 — USA
- Sosippus plutonus Brady, 1962 — Messico
- Sosippus texanus Brady, 1962 — USA